# Thomas Gomez

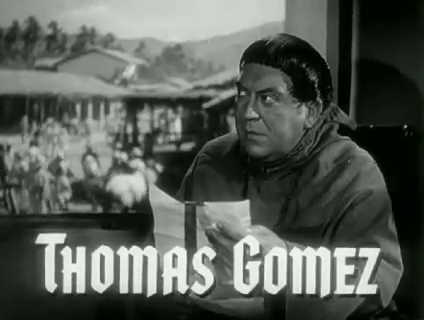
Thomas Gomez i en filmtrailer.

Thomas Gomez, född 10 juli 1905 i New York, död 18 juni 1971 i Santa Monica, Kalifornien, var en amerikansk skådespelare. 
Gomez filmdebuterade 1942 och spelade i filmer och TV-produktioner fram till sin död 1971. Han nominerades till en Oscar för bästa manliga biroll i filmen Senor Americano från 1947. Gomez medverkade i uppsättningar på Broadway 1925–1963.

## Filmografi
- 1942 – Tusen och en natt
- 1942 – Vi dubbeldeckare
- 1944 – Döden kan ej vittna
- 1947 – Senor Americano
- 1947 – Johnny O'Clock
- 1948 – Stormvarning utfärdad
- 1948 – Hasard
- 1950 – Våldets lag
- 1951 – Piratdrottningen
- 1952 – Glada änkan
- 1956 – Trapets
- 1961 – Flyende sommar
- 1970 – Bortom apornas planet